# خانقاه‌خانگه
خانقاه‌خانگه، روستایی از توابع بخش مرکزی شهرستان مهاباد در استان آذربایجان غربی ایران است.

## جمعیت
این روستا در دهستان مکریان غربی قرار دارد و براساس سرشماری مرکز آمار ایران در سال ۱۳۸۵، جمعیت آن ۱٬۸۳۲ نفر (۴۱۸ خانوار) بوده‌است.